# Terry O’Reilly
Joseph James Terrence „Terry“ O’Reilly (* 7. Juni 1951 in Niagara Falls, Ontario) ist ein ehemaliger kanadischer Eishockeyspieler (Rechtsaußen) und -trainer, der von 1972 bis 1985 für die Boston Bruins in der National Hockey League spielte.

## Karriere
Während seiner Juniorenzeit spielte er für die Oshawa Generals in der OHA. Schon hier war er wegen der Kombination aus körperlicher Härte und Torjägerqualitäten, ein auffälliger Spieler. So überraschte es nicht, dass ihn die Boston Bruins bereits in der ersten Runde des NHL Amateur Draft 1971 an 14. Stelle auswählten.
Zu dieser Zeit waren die Bruins um Bobby Orr und Phil Esposito sehr stark besetzt, so dass er zur Saison 1971/72 nur in einem Spiel der Bruins eingesetzt wurde. Den Rest der Saison spielte er für das AHL-Farmteam, die Boston Braves. Somit stand er auch nicht im Kader als die Bruins den Stanley Cup gewinnen konnten.
Ab der Saison 1972/73 war er fester Bestandteil des NHL-Kaders. Durch seine körperbetonte Spielweise und enormen Einsatz war er bald ein Publikumsliebling in Boston. Meist spielte er in einer Reihe mit Center Peter McNab. Er steigerte sich im Laufe der Jahre in allen Bereichen. Nach anfänglich um die 30 Punkte und 100 Strafminuten, erreichte er bald 50 Punkte und 150 Strafminuten. In der Saison 1977/78 war er mit 90 Punkten unter den zehn besten Scorern der Liga, gleichzeitig saß er auch erstmals über 200 Minuten auf der Strafbank.
Bis zum Anfang der 1980er Jahre hielt er das Niveau bei den Strafzeiten, fiel aber bei den Punkten zurück. Wenig erfreulich war für ihn die Saison 1982/83. Nach einer länger andauernden Fingerverletzung folgte eine langwierige Knieverletzung. Ende April kam es dann zu einer Auseinandersetzung mit Schiedsrichter Andy van Hellemond, die ihm eine Sperre von zehn Spielen einbrachte. In seinen letzten Jahren war er aufgrund seiner Eigenschaft, das Team mitreißen zu können, Mannschaftskapitän der Bruins. Im Sommer 1985 beendete er seine aktive Karriere.
Bald stand er als Assistenztrainer hinter der Bande der Bruins und nach der Entlassung von Butch Goring wurde er schon 1986 zum Cheftrainer ernannt. Nachdem er das Team in seiner zweiten Saison ins Finale geführt hatte, konnte er diesen Erfolg im dritten Jahr nicht wiederholen und stellte seinen Job zur Verfügung. Von 2002 an war er für zwei Jahre Assistenztrainer der New York Rangers.
Am 24. Oktober 2002 wurde er von den Bruins geehrt. Seither wird das Trikot mit der Nummer 24 bei den Bruins offiziell nicht mehr vergeben.

## Sportliche Erfolge

### Persönliche Auszeichnungen
- Teilnahme am NHL All-Star Game: 1975 und 1978